# Springsittich
Der Springsittich (Cyanoramphus auriceps) ist eine neuseeländische Vogelart aus der Ordnung der Papageien (Psittaciformes). Er gehört zu der Gattung der Laufsittiche (Cyanoramphus). Der Springsittich, in Neuseeland unter dem Namen yellow-crowned parakeet bekannt, wird unter anderem der antarktischen Fauna zugerechnet, da er auch auf zwei Inseln der subantarktischen Auckland Islands brütet.

## Beschreibung
Springsittiche sehen dem verwandten Ziegensittich (Cyanoramphus novaezelandiae) sehr ähnlich, bleiben jedoch etwas kleiner. Weibliche Wildfänge erreichen eine Größe von ca. 23 cm bei einem Gewicht um 40 g, während männliche Tiere eine Größe von etwa 25 cm bei 50 g Gewicht aufwiesen.
Das allgemeine Gefieder ist dunkel-grasgrün, an der Unterseite blasser oder leicht gelblich überhaucht. Ein dunkel-purpurrotes Stirnband direkt oberhalb der Nasenlöcher verlaufend verbindet die Augen. Der obere Teil der Stirn und der Scheitel ist goldgelb. Im Nacken befindet sich ein tiefliegender gelblich-weißer Fleck, der normalerweise nur sichtbar wird, wenn man die Federn gegen den Strich bewegt. Am Bürzel befindet sich auf jeder Seite ein auffälliger purpurroter Fleck. Die Federkiele sind düster schwärzlich und auf der Unterseite mit einem blass-gelben Band. Die Außenfahnen der Daumenfittiche und der ersten 4 Handschwingen und ihrer Abdeckfedern sind indigo-blau und schmal umrandet mit gelb. Die Iris ist orangerot. Der Oberschnabel ist an der Basis bläulich-weiß, an der Spitze schwarz, der Unterschnabel gänzlich schwarz. Die Beine und Füße sind grau-braun bis schwärzlich.
Bei Jungtieren ist das frontale Band mehr orange und der Scheitel fahl-gelb. Dem Gefieder fehlt der gelbliche Hauch. Es ist stattdessen von einem kalten reinen Grün, deutlich fahler an der Unterseite. Die roten Bürzelflecken sind kleiner und weniger auffällig und eher orange als purpurrot. Der Schnabel ist hornfarben, die Iris bräunlich. Nach sechs bis acht Monaten sind sie voll ausgefärbt.

## Geschlechtsunterschiede
Die Weibchen sind den Männchen sehr ähnlich, jedoch ist ihr rotes Stirnband schmaler, der gelbe Scheitel weniger ausgedehnt und blasser und der Schnabel kleiner. Am leichtesten sind sie an der Schnabelgröße zu unterscheiden. Männchen sind meist dominant gegenüber den Weibchen und zeigen einen wuchtigen kraftvollen Geräuschflug, während die Weibchen meist fast geräuschlos wie schwerelos durch die Luft eilen.

## Lautäußerungen
Die Lautäußerungen der Springsittiche sind angenehme unaufdringliche meckernde bis brabbelnde Töne. Die Distanzrufe sind die lautesten Äußerungen und von gleichförmig meckernder Art. Die Nahäußerungen sind viel leiser und deutlich vielseitiger, werden von den Partnern im Wechsel miteinander gemischt und erinnern eher an ein leises Gespräch. In der Balz verwendet das Männchen quietschende rhythmische Laute, stark rhythmisch vorgetragene Meckerlaute und stimmlose Klickgeräusche. Mit einem quietschenden Laut schließt das Männchen meist auch seine Fütteraktionen des Weibchens ab. Brütende Weibchen geben innerhalb der Bruthöhle tieftönige gleichmäßige an leidendes menschliches Stöhnen erinnernde Laute ab, wenn sie sich belästigt fühlen.

## Verbreitung
Das Verbreitungsgebiet des Springsittichs dehnt sich von Norden auf den Drei-Königs-Inseln über die neuseeländischen Hauptinseln bis zu den Auckland-Inseln tief im Süden aus. Auf den Hauptinseln ist er aktuell häufiger als der Ziegensittich. Dort deckt sich sein derzeitiges Vorkommen ziemlich genau mit den Restvorkommen alter dichter feuchter Wälder.
Die kältesten Verhältnisse innerhalb seines Verbreitungsgebietes findet er dabei in Canterbury und Otago vor. So wurden in Otago schon −22 °C gemessen. Die unwirtlichsten Witterungsverhältnisse findet er auf den Auckland-Inseln mit Regen an 300 Tagen des Jahres, einem dauerhaft nasskalten und windigen Wetter mit Windgeschwindigkeiten über 60 km/h und sommerlichen Höchsttemperaturen typischerweise zwischen 5,5 °C und 12 °C.

## Verhalten

### Unterschiede zum Ziegensittich
Im Verhalten ähneln die Springsittiche den Ziegensittichen und sind wie diese äußerst lebhaft.
In einigen Aspekten des Verhaltens weicht der Springsittich aber von seinem Vetter, dem Ziegensittich ab:
- Geselligkeit: Springsittiche sind deutlich weniger gesellig als Ziegensittiche und wurden zu Bullers Zeiten trotz des damals häufigen Vorkommens generell in Paaren angetroffen, während man den Ziegensittich meist in Gruppen von 3 bis 12 Tieren außerhalb der Brutzeit sah.
- Bevorzugter Aufenthalt: Springsittiche sind deutlich stärker als Ziegensittiche an das Kronendach alter Wälder gebunden und entsprechend seltener direkt auf dem Boden zu sehen. Sie halten sich also nicht so gerne am Boden auf wie die Ziegensittiche.
- Nahrung: Der Anteil tierischer Nahrung ist bei Springsittichen in freier Wildbahn ein wesentlicher Bestandteil seiner Nahrung und ganzjährig deutlich höher als bei den Ziegensittichen.[4]
- Lautäußerungen: Auch bei den Springsittichen erinnern die Lautäußerungen an das Meckern von Ziegen. Allerdings sind ihre Äußerungen weniger vielseitig und von geringerer Lautstärke.

### Kognitives Verhalten
Im Bereich der Forschung zur Kognitiven Entwicklung bei Papageien gehört der Springsittich mit dem Graupapagei zu den Pionierarten.
Die Annahmen über das Kognitive Verhalten von Papageien bzw. von Vögeln im Allgemeinen waren lange Zeit statt durch Fakten von Varianten des sprichwörtlichen Vorurteils „Spatzenhirn“ geprägt, dem man wenig zutraute.
Die ersten faktenbasierten Kenntnisse zu den kognitiven Leistungen von Papageien stammten vor allem aus den Arbeiten von Irene Pepperberg mit Graupapageien. Die zweite Papageienart – und lange Zeit blieb es im Wesentlichen bei diesen zwei Arten – deren kognitive Leistungen Gegenstand ernsthafter Forschung wurde, waren die Springsittiche (Cyanoramphus auriceps).
Mildred Funk nahm sich mit den Springsittichen als erste Forscherin 1996 einer anderen Papageienart als den Graupapageien an und sie blieb lange auch die einzige, die sich mit einer anderen Art als den Graupapageien forschend beschäftigte. Der Springsittich gehört damit zusammen mit dem Graupapagei zu den „Pionieren“ der Forschung über die geistige Leistungsfähigkeit der Papageien. Erst in relativ junger Zeit kamen dann intensive Forschungen an Keas, Kakadus, Aras und anderen in Gang. Möglicherweise war damals für M. Funk das offensichtlich neugierige und experimentierfreudige Verhalten der Springsittiche der Auslöser, diese Vögel für ihre Forschung zu verwenden. Ihre Forschungen basierte M. Funk auf das für Kinder aufgestellte Modell der kognitiven Entwicklung von J. Piaget. Getestet wurden die Problemlösefähigkeit nach der Mittel-Zum-Zweck-Theorie, Objektpermanenz und räumliche Fähigkeiten. Die Springsittiche wurden nicht auf die Aufgabenstellungen trainiert, mussten also spontan eigenständige individuelle Lösungen finden.
Sie schnitten zur Überraschung bei vielen Tests ähnlich gut ab wie unter zweijährige menschliche Kinder, für die die Testreihen eigentlich entwickelt worden waren.
Was wurde gefordert:
- Objektpermanenz: Fähigkeiten des Suchens von z. B. versteckten Dingen und optisches Verfolgen auch nicht direkt sichtbarer Dinge (Hütchenspiel-Varianten)
- Mittel-Zum-Zweck: Funktionales Verständnis kausaler Zusammenhänge.
- Die Entwicklung operationaler Kausalität
- Räumliche Zusammenhänge

## Lebensweise und Nahrung
Die Vögel leben paarweise oder in kleinen Gruppen. Sie halten sich vorwiegend in Baumkronen auf, in denen sie wegen ihrer Färbung hervorragend getarnt sind. Auf den kleineren Inseln sind sie auch in den Buschlandschaften zu finden, offene Landschaften und den Boden meiden sie jedoch. Sie gehen wahrscheinlich wie die meisten Papageien dauerhafte Paarbeziehungen ein, halten aber selbst unter Paaren eine für Sittiche und Papageien unerwartete körperliche Distanz ein.
Bei der Nahrungssuche setzen sie ihre Füße vielseitig ein:
- Lockere Hindernisse auf dem Boden werden scharrend beiseite geworfen, meist das freizulegende Ziel immer im Visier haltend
- Größere Teile werden zum Fressen für Sittiche ungewöhnlich mit dem Fuß zum Schnabel geführt und gehalten.

Die Nahrung der Springsittiche besteht aus Blättern, Knospen, Blüten, Trieben, Samen, Früchten, Beeren, Nüssen und anderen Pflanzenteilen sowie Insekten und Tierüberresten. Auf Inseln suchen sie auch Meeresalgen und Muscheln aus dem Salzwasser. Der Anteil wirbelloser Tiere in der Nahrung der Springsittiche ist nicht unerheblich, wobei die bevorzugte Nahrung in den Bäumen in Form von Schildläusen, Blattläusen und Miniermotten-(Larven) gesucht wird. Sehr gerne fischen sie aus Gewässern Süßwasserschnecken und grüne Fadenalgen.

## Status
Der Springsittich gilt derzeit nicht als gefährdet (WA II Anhang B).

## Fortpflanzung
Springsittiche sind nach etwa fünf bis sechs Monaten geschlechtsreif.
Gebrütet wird – je nach Nahrungsangebot – prinzipiell das ganze Jahr über, die Hauptbrutzeit ist jedoch von Oktober bis Dezember. Sie sind Höhlenbrüter und nutzen zum Brüten hohle Äste oder Baumstämme, wobei das Weibchen alleine brütet. Ein Gelege besteht meist aus fünf bis neun Eiern, die Brutdauer beträgt 19 Tage. Nach rund sechs Wochen Nestlingszeit fliegen die Jungvögel aus und werden noch bis zu drei Wochen lang weiter gefüttert.